# 김석규 (외교관)
김석규(金奭圭, 1936년 3월 10일 ~ )는 대한민국의 외교관이다. 본관은 청도이며, 경상북도 성주군 출생이다.

## 학력
- 성주농업고등학교
- 서울대학교 정치학 학사

## 경력
- 1959년 : 고등고시 합격
- 1964년 : 국무총리 의전비서실
- 1978년 : 주 스웨덴 공사
- 1981년 : 외무부 미주국장
- 주 파라과이 대사
- 1988년 : 외무부 제1차관보
- 1989년 : 주 이탈리아 대사
- 1993년 : 주 러시아 대사
- 1996년 : 외교안보연구원장
- 1998년 : 주 일본 대사
- 2000년 : 외교통상부 본부대사
- 한양대학교 국제학 대학원 교수
- 인하대학교 정치외교학과 교수